# Pakis (Kunjang)
Pakis is een bestuurslaag in het regentschap Kediri van de provincie Oost-Java, Indonesië. Pakis telt 2500 inwoners (volkstelling 2010).